# بوسوم
بوسوم (به هلندی: Bussum) یک منطقهٔ مسکونی در هلند است که در خویسه میرن واقع شده‌است. بوسوم ۳۳٬۵۹۵ نفر جمعیت دارد و ۱ متر بالاتر از سطح دریا واقع شده‌است.